# شرنگسک
شرنگسک (به لهستانی:  Szreńsk) یک روستا در لهستان است که در گمینا شرنگسک واقع شده‌است. شرنگسک ۱٬۲۰۰ نفر جمعیت دارد.